# Friedrich Geb

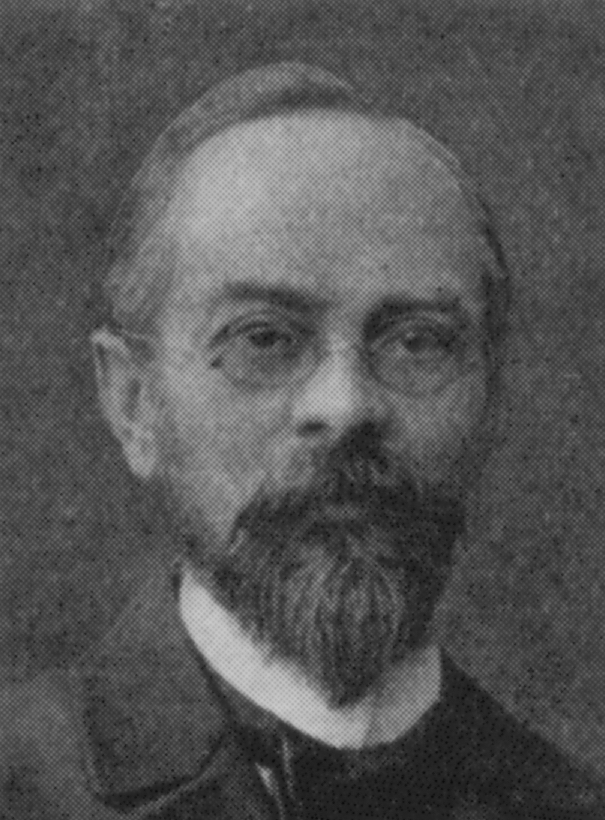
Friedrich Geb

Friedrich Gottfried Geb (* 29. August 1847 in Waldau, Hessen; † 16. Februar 1927 in Hannover) war ein deutscher Architekt. Als Anhänger von Conrad Wilhelm Hase baute er teilweise im Stil der Neugotik, schuf jedoch hauptsächlich Gebäude im Stil der Neorenaissance.

## Leben
Friedrich Geb besuchte in Kassel die dortige Höhere Gewerbeschule und studierte bei Georg Gottlob Ungewitter.
Nachdem er zeitweilig als Bauführer bei dem Architekten Peter Zindel tätig gewesen war, ging Geb nach Hannover und arbeitete in den Jahren von 1868 bis 1873 im Architekturbüro von Edwin Oppler. In der frühen Gründerzeit des Deutschen Kaiserreichs machte sich Friedrich Geb 1873 als Privatarchitekt selbständig. 1876 wurde ihm sein Sohn Adolf Geb geboren, der spätere Schüler von Karl Mohrmann und Oberbaurat in Hamburg.
Unterdessen lehrte Friedrich Geb neben seiner Tätigkeit als selbständiger Architekt bereits ab 1875 und bis 1908 an der Technischen Hochschule Hannovers, anfangs als Assistent, ab 1881 dann als Privatdozent und ab 1894 dann – als Kollege von Conrad Wilhelm Hase – mit dem Titel als Professor.

## Bekannte Werke (Auswahl)

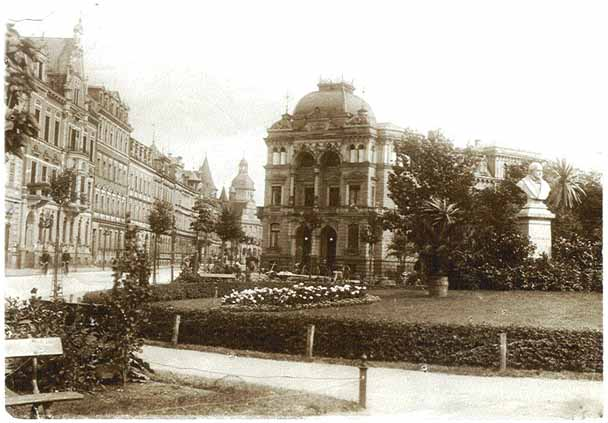
Bamberg, Schützenstraße 1 (Bamberg) nach Plänen von Friedrich Geb

- 1876: Hannover, Königstraße 28 Ecke Emmichplatz (frühere Adresse: Am Neuen Hause 28): Wohnhaus Klug;[1]
  - In einer Zeitschrift des Architekten- und Ingenieur-Vereins zu Hannover von 1877 findet sich eine von Wilhelm Loeillot gefertigte Lithographie mit einer Seitenansicht und Grundrissen des Gebäudes. Das Blatt findet sich heute im Besitz des Historischen Museums Hannover.[2]
  - Um 1877 schuf der Fotograf Friedrich Reinecke eine Aufnahme Königstraße Ecke Am Neuen Hause Blick Richtung Stadt. Die Fotografie des Eckgebäudes von Geb und der anschließenden Baugruppe von der Hannoverschen Baugesellschaft dokumentierte zugleich den weitgehenden Abschluss der Bebauung der Königstraße bis zur Eilenriede und findet sich ebenfalls im Historischen Museum Hannover.[2]
  - Das Gebäude erhielt nach Beschädigung im Zweiten Weltkrieg auf dem erhaltenen Erdgeschoss ein modernes Obergeschoss.[1]
- 1883: Bamberg, Villa Dessauer, Hainstraße 4a. Villa des Hopfenhändlers Carl Dessauer, heute Stadtgalerie.[3]
- 1913: Inneneinrichtung mit Stahlkammer während der im Bau begriffenen Erweiterung des Bank-Hauptgebäudes von Ephraim Meyer & Sohn in der Louisenstraße 9 in Hannover[4]